# Montenero d'Idria
Montenero d'Idria (in sloveno Črni Vrh, in epoca asburgica in tedesco Schwarzenberg) è un insediamento (naselje) di 653 abitanti del comune di Idria, nel Goriziano sloveno.
La chiesa parrocchiale del paese è consacrata a san Giudoco e appartiene alla Diocesi di Capodistria.
L'insediamento comprende anche gli agglomerati di Brdca, Trate, Trebče e Zidiše. Montenero d'Idria è inoltre capoluogo di una comunità locale che comprende anche i vicini insediamenti di Idrijski Log, Javornik, Kanji Dol, Lome, Mrzli Log, Predgriže, Strmec e Zadlog.
Nei pressi del centro abitato, a un'altitudine di 730 m, sorge l'omonimo osservatorio astronomico, costruito nel 1985.

## Geografia fisica

### Alture principali
Špik, 1069 m

## Storia
Dopo la caduta dell'Impero romano d'Occidente, e la parentesi del Regno ostrogoto, i Longobardi si insediarono nel suo territorio (come nel resto della Carniola), seguiti poi attorno al VI secolo da popolazioni slave. Alla caduta del Regno longobardo subentrarono quindi i Franchi; nell'887 Arnolfo, Re dei Franchi orientali, istituì la marca di Carniola; nel 957 la Carniola passò sotto l'autorità del Duca di Baviera e poi nel 976 nel Ducato di Carinzia appena costituito dall'imperatore Ottone II.

In seguito il Ducato di Carinzia passò, come ricompensa per i servigi resi all'imperatore Rodolfo I contro Ottocaro II di Boemia, a Mainardo II di Tirolo-Gorizia, ma nel 1335 alla morte del figlio di questi, Enrico di Carinzia e Tirolo, la regione venne affidata da Ludovico il Bavaro alla Casa d’Asburgo.

Con il trattato di Schönbrunn (1809) entrò a far parte delle Province Illiriche.
Col Congresso di Vienna nel 1815 Montenero d'Idria rientrò in mano austriaca all'interno del Ducato di Carniola (a sua volta inquadrato sino al 1849 nel Regno d'Illiria). Il centro abitato in questo periodo era noto con il toponimo sloveno di Črni Vrh (o Cerni Verh) e con quello tedesco di Schwarzenberg. La località costituì un comune catastale autonomo, che comprendeva anche il vicino villaggio di Predgriže (ted. Predgrische). Successivamente divenne anche un comune amministrativo, che inglobò i vicini comuni catastali di: Idrijski Log (ted. Jderskilog, Iderskiloch o Idriskilog), con il centro di Bela Idrijska (ted. Großbela o Idrianer Bela); Zadlog (ted. Sadlog), con il centro di Mrzli Log (ted. Mersliloch o Merslilog); Kanji Dol (ted. Kanidol), con il centro di Strmec (o Strmica, ted. Stermza, Stermetz o Stermez); Javornik (o Jawornik); Lome. Dal punto di vista amministrativo faceva parte del distretto giudiziario di Idria (Idrija) e del distretto politico di Longatico (Logatec, Loitsch).
Nel 1918, a seguito della prima guerra mondiale, Montenero venne occupato dalle truppe italiane, entrando a far parte formalmente del Regno d'Italia nel 1920 a seguito del Trattato di Rapallo. Il toponimo venne italianizzato in Montenero (nel 1923 diverrà Montenero d'idria), mentre il comune venne inquadrato nella Provincia del Friuli, dapprima all'interno del circondario di Tolmino e successivamente di quello di Idria. Inizialmente il comune venne a trovarsi sul nuovo sul nuovo confine italo-jugoslavo e inglobò tutti i territori annessi all'Italia che prima della guerra facevano parte dei comuni di Hotedršica, Gorenji Logatec e Planina, località divenute invece jugoslave. Vennero così inclusi nel comune anche le località di Mondonuovo (Novi Svet), Cacavas o Caccia (Kačavas), Malni e parte dei territori delle frazioni di Calze (Kalce) e Garciarezza (Grčarevec), anche se i capoluoghi frazionali di entrambe rimasero sul lato jugoslavo del confine. Già nel 1922 però questi territori vennero nuovamente distaccati: Mondonuovo venne aggregata al comune di Godovici (Godovič), mentre le località restanti formarono il nuovo comune di Caccia.
Nel 1927 il comune passò alla ricostituita provincia di Gorizia. L'anno successivo s'ingrandì assorbendo il comune di Godovici, che includeva anche le frazioni di Mondonovo (Novi Svet) e Montorso (Medvede Brdo). A questa data il comune continuava a includere anche tutte le frazioni già incluse in epoca asburgica, i cui nomi erano stati nel frattempo italianizzati: Bella d'Idria (Idrijska Bela), Canidòl (Kanji Dol), Giavernico/Giavornico (Javornik), Luco d'Idria/Loga d'Idria (Idrijski Log), Lucofreddo/Loga di Montenero (Mrzli Log), Lome/Lome in Monte (Lome), Pregrise/Pregrise in Montenero (Predgriže), Trebice di Montenero, Saloga/Salloga d'Idria (Zadlog) e Stermizza (Strmec).
Con la seconda guerra mondiale, dopo l'8 settembre 1943 le truppe tedesche occuparono l'intera Venezia Giulia, inglobandola nella Zona di Operazioni del Litorale adriatico. Nel maggio 1945 l'area passò sotto il controllo delle truppe jugoslave, venendo inclusa nella zona B jugoslava a est della Linea Morgan. Nel 1947, con il Trattato di Parigi, Montenero (tornata ufficialmente Črni Vrh) venne annessa ufficialmente alla Jugoslavia.
Il 2 luglio 1991, durante la Guerra dei dieci giorni, un carico di munizioni della JNA (Armata Popolare Jugoslava) si incendiò ed esplose danneggiando buona parte del paese. Il 6 luglio 1991, il paese entrò a far parte della neonata Repubblica Slovena.

Il 3 aprile 2020 l'abitato è stato l'epicentro di una scossa di terremoto di magnitudo 3,5.

## Società
Secondo il censimento del 1921, il 2,96% dei cittadini di Montenero d'Idria era di madrelingua italiana.